# Баррос Боргоньо, Луис
Луис Баррос Боргоньо (исп. Luis Barros Borgoño; 26 марта 1858, Сантьяго, Чили — 26 июля 1943, там же) — чилийский политический и государственный деятель. Вице-президент Чили (1825). Исполняющий обязанности президента Чили (1 октября 1925 — 23 декабря 1925 года), дипломат, юрист, писатель
, историк.

## Биография
В 1880 году в Чилийском университете получил диплом юриста. адвокат. С 1884 года работал в Верховном суде страны.
В 1911—1924 годах — декан факультета философии и гуманитарных наук Университета Чили.
Член, а позже лидер Либеральной партии Чили. Занимал ряд министерских постов: трижды служил министром войны и флота (1890, 1892 и 1895—1896), дважды — министр иностранных дел и культов (1894 и 1918), министр финансов (1901), министр внутренних дел (1925).
В 1920 году на президентских выборах в Чили был кандидатом от Национального союза (бывшего Либерального союза). Проиграл Артуро Алессандри, выигравшим выборы с небольшим перевесом голосов.
В 1925 году был назначен Вице-президентом Чили.
После того, как в сентябре 1924 года в Чили произошёл военный переворот и президент Алессандри был свергнут, к власти пришла военная хунта. Вице-президент Чили Баррос Боргоньо приступил к исполнению обязанностей президента Чили (1 октября 1925 — 23 декабря 1925 года). Передал полномочия Эмилиано Фигероа.
В 1936—1938 годах служил послом Чили в Аргентине.
После сосредоточился на научной и литературной деятельности. Был автором нескольких исторических исследований и прозаических произведений.

## Избранные сочинения
- Curso de historia general
- Historia de la Misión Muzi
- La Liga de las Naciones
- Los tratados de Bolivia
- Vida del Almirante Lynch
- Misión Barros Arana en La Plata
- La Cuestión del Pacífico y Las Nuevas Orientaciones de Bolivia (1922)
- El Jeneral José Manuel Borgoño. 1910.

Член Чилийской академии языка.